# Tremiti
Illes Tremiti (o també Diomedea) és un petit arxipèlag italià (format per tres illes) de la mar Adriàtica, i també municipi dins la província de Foggia, regió de la Pulla. Se situen a uns 25 km del cap Gargano, i tenen una superfície total de només uns 3 km² i una població de tan sols 307 habitants (en tenien 500 fa un segle), els tremitesi. Per extensió el nom s'aplica a un municipi que abasta a la veïna illa de  Pianosa.

## Història
En temps dels romans s'anomenaren illes Diomedes (en llatí: Diomedae insulae). El seu nom es deuria al fet que fou el lloc on els companys de Diomedes d'Argos es van convertir en ocells. Les illes foren ocupades pels il·liris i en temps de Plini hi vivien descendents de mariners grecs. A Diomèdia va estar exiliada la filla d'August i dona d'Agripa, Júlia. El segle ix i fou desterrat Paule l'ardiaca, secretari del rei llombard Desideri.
Dionís esmenta només una illa i Estrabó diu que són dues, però només una és habitada. Plini dona a l'illa gran el nom de Diomèdia (Diomedia insula) i a l'altra Teútria (Teutria Insula). En canvi, Ptolemeu digué que eren cinc illes tot i que no donà els seus noms. El nombre real són tres illes i algunes roques: San Domenico (San Domino), San Nicola i Caprara; l'illa de Pianosa (20 km al nord-est) no se sol incloure en el grup tot i que probablement és l'illa que Plini esmentà com a Teutria. L'illa més gran és San Domino que és l'antiga Diomèdia que també fou coneguda com a Trimerus, nom del qual deriva la designació moderna d'illes Tremiti (ja se'n feia esment al segle ix com a Tremetis).

## Descripció

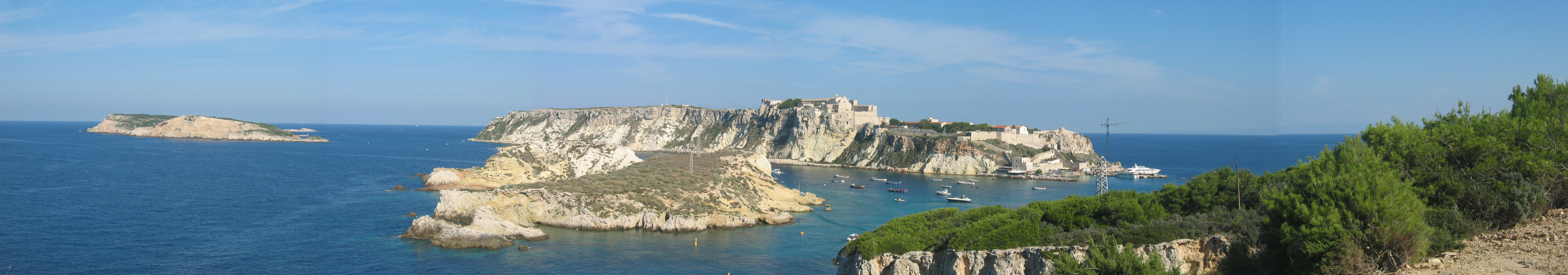
Vista de les Illes Tremiti.

L'illa San Domino té moltes coves, essent la més destacada la de Bove Marino, que és del mateix nivell que la molt més famosa de Capri.
L'illa de San Nicola té un castell construït per Carles d'Anjou i una abadia que va tenir un gran desenvolupament el segle xi i va tenir propietats al continent. Es va declarar independent de Montecassino, abadia de la qual depenia. Els benedictins foren substituïts el 1237 pels cistercencs (del monestir de Casanova a Parma) per ordre del cardenal Rainero de Viterbo executada pel bisbe de Tremoli. Els atacs de pirates van portar a la desaparició de l'orde el 1334 i la destrucció de bona part del monestir que havia estat ocupat pels pirates dàlmates d'Almissa. Les illes van quedar deshabitades i alguns ordes religiosos van rebutjar establir-s'hi fins que el 1412 el Papa va enviar una colònia de canònics lateranencs. El monestir fou restaurat i fortificat. El 1567 va resistir un atac otomà que va durar tres dies. La decadència dels monjos es va accentuar el segle xvii i el 1674 els pares lateranencs van demanar de vendre als celestins el monestir per pagar els deutes, però la proposta no fou acceptada. El 1782 el rei Ferran IV de Nàpols va abolir l'abadia i en va confiscar els béns.
Deu anys després (1792) es va establir una colònia penal que va romandre activa fins al 1926 i que va ser engrandida el 1843. El 1932 les illes van esdevenir municipi. El 1989 es va establir una reserva marina.

## Curiositat
En les Tremiti, tot i la distància, es parla l'idioma napolità, ja que gran part de la població a partir de 1843 va ser portada a la força des de la ciutat de Nàpols.